# Mariage homosexuel en Autriche

Le statut juridique des couples composés de personnes du même sexe en Europe :
Mariage homosexuel reconnu
Union civile homosexuelle reconnue
Concubinage homosexuel reconnu
Mariage homosexuel conclu à l’étranger reconnu
Mariage homosexuel non reconnu
Mariage homosexuel interdit par la constitution

Les mariages homosexuels sont légalement autorisés en Autriche depuis le premier janvier 2019, à la suite d'une décision de la Cour suprême en ce sens. 
L'Autriche est alors le seizième pays d'Europe et le vingt sixième au monde a légaliser ces unions.

## Historique
En Autriche, il est possible pour les couples homosexuels de signer un partenariat ayant une valeur juridique, y compris pour les couples étrangers, mais ce partenariat est en vigueur uniquement à Vienne. De plus, depuis le 1er janvier 2010, une loi sur le « concubinage officiel » permet aux couples de même sexe de créer un cadre juridique pour leur union, sans toutefois permettre l’adoption d’un enfant par les deux concubins solidairement ou séparément, ni permettre le recours à l’insémination artificielle pour la conception d’un enfant.
Une requête introduite le 5 août 2004 par deux concubins masculins auprès de la Cour européenne des droits de l'homme, visant à faire condamner l’Autriche pour « violation de l’article 12 » (sur le mariage) de la convention européenne des droits de l'homme, ainsi que pour « violation de l’article 14 » (interdiction de discrimination) combinée avec une « violation de l’article 8 » (droit au respect de la vie privée et familiale), a été rejetée le 24 juin 2010 par la CEDH,,,.
Le 20 novembre 2013, les Verts présentent au Conseil national un projet de loi visant à autoriser le mariage entre personnes du même sexe. La proposition est cependant rejetée le 18 juin 2015.
Le 4 décembre 2017, la Cour constitutionnelle, saisie d'un recours par deux femmes, rend un arrêt dans lequel elle affirme que l'interdiction du mariage homosexuel « viole le principe de l’égalité et de la non-discrimination des personnes sur la base de qualités personnelles telles que l’orientation sexuelle ». Les personnes de même sexe peuvent se marier au plus tard à partir du 1er janvier 2019, sauf si le Parlement anticipe cette possibilité par le vote d'une législation correspondante. Le parlement n'ayant pas choisi cette voie, les mariages homosexuels devient légaux en Autriche le 1er janvier 2019.